# K.P. Brehmer
KP Brehmer (Berlín, Alemanya, 1938-Hamburg, Alemanya, 1998) fou un artista i professor universitari alemany. Va estudiar a l'Acadèmia d'Art de Düsseldorf i l'any 1963 va formar part de l'estudi de Stanley William Hayter. Va ser professor de la Hochschule für Bildende Künste d'Hamburg a partir del 1971, amb una estada com a docent convidat a l'Acadèmia d'Art de Hangzhou (Xina) els anys 1987 i 1988. Hi ha obra seva al MACBA.